# Cacciamine

Cacciamine italiano "Numana" - Classe Gaeta.

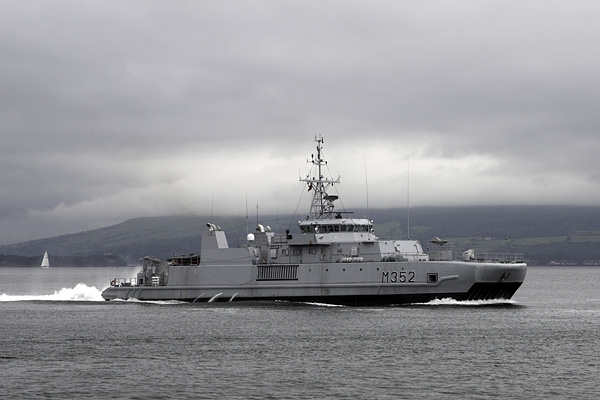
Cacciamine catamarano-hovercraft classe Alta della marina norvegese.

Il cacciamine è una nave militare appositamente progettata per la localizzazione e la distruzione di mine navali. Sebbene sia spesso usata come sinonimo, poiché gli scopi sono analoghi, si distingue dal dragamine, in quanto il compito di queste seconde unità è la bonifica dinamica dei tratti di mare minati, senza la priorità dell'individuazione. 
Sia cacciamine che dragamine possono, in linea generale, operare anche per il posizionamento delle mine in mare. Il tipo di unità con questo specifico compito è però detta posamine.
Queste navi possiedono sonar e veicoli specializzati con i quali rilevare, tracciare e investigare gli ordigni. Per evitare la detonazione delle mine, che potrebbe causare l'affondamento dell'unità stessa, gli scafi vengono realizzati con materiali che riducano al minimo la loro traccia magnetica quali legno (un tempo), fibre plastiche rinforzate (oggi).
Inoltre come qualsiasi altra nave militare anche queste unità sono dotate di artiglieria leggera e altri sistemi di autodifesa.
Generalmente sono munite di sistemi che, per mezzo di cariche elettriche, eliminano o neutralizzano il campo magnetico della nave.

## Differenza tra cacciamine e dragamine
Il dragamine viene di solito utilizzato per ripulire ampie superfici da mine a bassa tecnologia, quali quelle ancorate sul fondo per mezzo di cavi o quelle galleggianti. Questi ordigni vengono fatti esplodere producendo potenti impulsi elettromagnetici o acustici da apparecchiature rimorchiate. Questi sistemi rimorchiati (detti linee di dragaggio) creano dei corridoi liberi da mine per la navigazione. Il cacciamine invece è dotato di sistemi più sofisticati per contrastare le mine da fondo moderne. Queste devono essere identificate e distrutte singolarmente. Il cacciamine moderno è un'unità molto costosa e specializzata, dotata di accorgimenti per renderla assolutamente silenziosa e precisa nella navigazione, a mezzo di propulsori ausiliari che ne consentono un posizionamento statico o dinamico continuo. 
A volte ci si riferisce alle unità che combinano le caratteristiche di dragamine e cacciamine con la sigla MCMV, Mine Counter Measure Vessel, vascello contromisure-mine in lingua inglese.
Il cacciamine può operare da solo o in gruppo. Ad ogni unità viene assegnata un tratto di mare da percorrere, a bassa velocità e con posizionamento accurato. Durante questa fase, attraverso il sonar si esplora accuratamente il fondo marino, rilevando e classificando ogni "contatto" sospetto. Si tratta di un lavoro lungo e meticoloso, particolarmente estenuante perché l'unità procede a bassissima andatura per ore, talvolta sottoposta al rollio dalle onde. Ciascun elemento individuato sul fondo deve essere verificato visivamente, tramite dei mini sommergibili teleguidati, dotati di telecamera e altri strumenti. La fase successiva può essere la distruzione del bersaglio, se si tratta di una minaccia, tramite una piccola carica esplosiva collocata in prossimità sul fondo.

## Hull Classification Symbol
- MCM: Mine Countermeasures Ship (cacciamine)
- MCS: Mine Countermeasures Support Ship (cacciamine)
- MHC: Minehunter, Coastal (cacciamine)
- MMD: Minelayer, Fast  (posamine)
- MSC: Minesweeper Coastal, Nonmagnetic (dragamine)
- MSCO: Minesweeper Coastal, Old (dragamine)
- MSF: Minesweeper, Fleet Steel Hulled (dragamine)
- MSO: Minesweeper, Ocean (dragamine)
- MSS: Minesweeper, Special (Device) (dragamine)